# 王諶
王 諶（おう じん、423年 - 491年）は、南朝宋から斉にかけての官僚。字は仲和。本貫は東海郡郯県。

## 経歴
護軍司馬の王元閔の子として生まれた。若い頃は貧しく、紡績を生業とした。大明元年（457年）、沈曇慶が徐州刺史となると、王諶は召されて徐州主簿となった。大明8年（464年）、南朝宋の湘東王劉彧が鎮北将軍・徐州刺史となると、王諶は徐州従事・湘東王常侍・鎮北行参軍となった。前廃帝が即位し、義陽王劉昶が征北将軍・徐州刺史となると、王諶は征北行参軍となった。永光元年（465年）、湘東王劉彧の衛軍府に仕え、学識によって補佐した。
同年（泰始元年）、劉彧（明帝）が即位すると、王諶は司徒参軍に任じられ、薛県県令と中書舎人を兼ねて、側近として仕えた。王諶は明帝の非行をたびたび諫めて従わず、引退を願い出たため、怒りを買って尚方に監禁された。まもなく尚書殿中郎に任じられ、記室参軍・正員郎に転じた。中書郎を兼ね、晋平王驃騎諮議となった。湘東郡太守に任じられたが、赴任しないうちに公務の失敗のために免官された。再起して桂陽王驃騎府諮議参軍・中書郎となった。
明帝は囲碁を好み、州邑に囲棋の官を置き、建安王劉休仁を囲棋州都大中正に任じた。王諶は沈勃・庾珪之・王抗らとともに小中正に任じられ、囲碁の名手を集めた。
臨川郡内史として出向し、召還されて尚書左丞となった。まもなく本官のまま東観祭酒を兼ね、明帝の置いた明観を総べた。黄門にうつり、正員常侍に転じ、輔国将軍・江夏王右軍長史・冠軍将軍の位を受けた。給事中・廷尉卿に任じられたが、受けなかった。南朝斉の建元年間、武陵王蕭曄が会稽郡太守となると、王諶は征虜長史行事となった。
永明元年（483年）、豫章王太尉司馬に転じた。王諶は南朝斉の武帝と旧交があったため、信任を受けて、輔国将軍・晋安王南中郎長史・淮南郡太守となった。永明5年（487年）、黄門郎に任じられ、驍騎将軍の号を受けた。太子中庶子に転じた。永明8年（490年）、冠軍将軍・長沙王車騎長史となった。廬陵王中軍長史に転じた。西陽王蕭子明が南兗州刺史となり、長史の沈憲が辞職すると、王諶は征虜長史に任じられ、南兗州の事務を代行した。
永明9年（491年）、死去した。享年は69。

## 伝記資料
- 『南斉書』巻34 列伝第15
- 『南史』巻49 列伝第39